# Liste der brasilianischen Meister im Schach

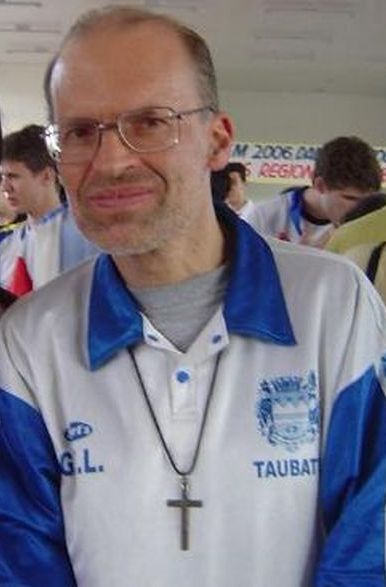
Henrique Mecking gewann die brasilianische Meisterschaft 1965 im Alter von 13 Jahren.

Die Liste der brasilianischen Meister im Schach enthält die Sieger aller brasilianischen Einzelmeisterschaften.

## Allgemeines
Der Titel des brasilianischen Meisters wurde erstmals 1927 ausgespielt, von wenigen Ausnahmen abgesehen wird der Wettbewerb seitdem jährlich ausgetragen. Bis 1943 entschied ein Match über den Titel, seitdem wird der Titel in einem Rundenturnier oder einem im Schweizer System ausgetragenen Turnier ausgespielt (Ausnahme war die Meisterschaft 1998, die im K.-o.-System durchgeführt wurde). Rekordmeister sind João de Souza Mendes, Jaime Sunye Neto, Giovanni Vescovi und Rafael Leitão mit je sieben Titeln.
Die Meisterschaft der Frauen wurde erstmals 1957 ausgetragen, auch dieser Wettbewerb wird fast durchgehend jährlich ausgetragen. Der Titel wird in einem Rundenturnier oder einem im Schweizer System ausgetragenen Turnier ausgespielt. Rekordmeisterin ist Regina Ribeiro und Juliana Sayumi Terao mit acht Titeln.

## Brasilianische Meister
| Jahr | Ort                   | Meister                                    |
| ---- | --------------------- | ------------------------------------------ |
| 1927 | Rio de Janeiro        | João de Souza Mendes                       |
| 1928 | Rio de Janeiro        | João de Souza Mendes                       |
| 1929 | Rio de Janeiro        | João de Souza Mendes                       |
| 1930 | Rio de Janeiro        | João de Souza Mendes                       |
| 1933 | Rio de Janeiro        | Orlando Roças                              |
| 1934 | Rio de Janeiro        | Orlando Roças                              |
| 1935 | Rio de Janeiro        | Thomaz Pompeu Accioly Borges               |
| 1938 | Rio de Janeiro        | Walter Cruz                                |
| 1939 | Rio de Janeiro        | Octávio Trompowsky                         |
| 1940 | Rio de Janeiro        | Walter Cruz                                |
| 1941 | Rio de Janeiro        | Adhemar da Silva Rocha                     |
| 1942 | São Paulo             | Walter Cruz                                |
| 1943 | São Paulo             | João de Souza Mendes                       |
| 1945 | Nova Friburgo         | Orlando Roças                              |
| 1947 | Porto Alegre          | Márcio Elísio de Freitas                   |
| 1948 | Rio de Janeiro        | Walter Cruz                                |
| 1949 | Rio de Janeiro        | Walter Cruz                                |
| 1950 | Rio de Janeiro        | José Thiago Mangini                        |
| 1951 | Fortaleza             | Eugênio German                             |
| 1952 | São Paulo             | Flávio Carvalho                            |
| 1953 | Rio de Janeiro        | Walter Cruz                                |
| 1954 | São Paulo             | João de Souza Mendes                       |
| 1956 | Rio de Janeiro        | José Thiago Mangini                        |
| 1957 | Rio de Janeiro        | Luiz Tavarez                               |
| 1958 | Rio de Janeiro        | João de Souza Mendes                       |
| 1959 | São Paulo             | Olício Gadia                               |
| 1960 | Fortaleza             | Ronald Câmara                              |
| 1961 | Vitória               | Ronald Câmara                              |
| 1962 | Campinas              | Olício Gadia                               |
| 1963 | Recife                | Hélder Câmara                              |
| 1964 | Brasília              | Antonio Rocha                              |
| 1965 | Rio de Janeiro        | Henrique Mecking                           |
| 1966 | Belo Horizonte        | José Pinto Paiva                           |
| 1967 | São Paulo             | Henrique Mecking                           |
| 1968 | São Bernardo do Campo | Hélder Câmara                              |
| 1969 | São Paulo             | Antonio Rocha                              |
| 1970 | Recife                | Herman Claudius van Riemsdijk              |
| 1971 | Fortaleza             | José Pinto Paiva                           |
| 1972 | Blumenau              | Eugênio German                             |
| 1973 | Salvador              | Herman Claudius van Riemsdijk              |
| 1974 | Rio de Janeiro        | Márcio Miranda, Alexandru Sorin Segal      |
| 1975 | Caxias do Sul         | Carlos Eduardo Gouvêia                     |
| 1976 | João Pessoa           | Jaime Sunye Neto                           |
| 1977 | Curitiba              | Jaime Sunye Neto                           |
| 1978 | Natal                 | Alexandru Sorin Segal                      |
| 1979 | Fortaleza             | Jaime Sunye Neto                           |
| 1980 | Nova Friburgo         | Jaime Sunye Neto                           |
| 1981 | São Luís              | Jaime Sunye Neto                           |
| 1982 | Brasília              | Jaime Sunye Neto                           |
| 1983 | São Paulo             | Marcos Paolozzi da Cunha, Jaime Sunye Neto |
| 1984 | Cabo Frio             | Gilberto Milos                             |
| 1985 | Brasília              | Gilberto Milos                             |
| 1986 | Garanhuns             | Gilberto Milos                             |
| 1987 | Canela                | Carlos Eduardo Gouvêia                     |
| 1988 | São Paulo             | Herman Claudius van Riemsdijk              |
| 1989 | Fortaleza             | Gilberto Milos                             |
| 1990 | Porto Alegre          | Roberto Tadashi Watanabe                   |
| 1991 | Bebedouro             | Everaldo Matsuura                          |
| 1992 | Curitiba              | Darcy Lima                                 |
| 1993 | Brasília              | Aron Corrêa                                |
| 1994 | Americana             | Gilberto Milos                             |
| 1995 | Brasília              | Gilberto Milos                             |
| 1996 | Americana             | Rafael Leitão                              |
| 1997 | Rio de Janeiro        | Rafael Leitão                              |
| 1998 | Itabirito             | Rafael Leitão                              |
| 1999 | Brasília              | Giovanni Vescovi                           |
| 2000 | Teresina              | Giovanni Vescovi                           |
| 2001 | São Paulo             | Giovanni Vescovi                           |
| 2002 | Brasília              | Darcy Lima                                 |
| 2003 | Miguel Pereira        | Darcy Lima                                 |
| 2004 | São José do Rio Preto | Rafael Leitão                              |
| 2005 | Guarulhos             | Alexandr Fier                              |
| 2006 | Guarulhos             | Giovanni Vescovi                           |
| 2007 | Rio de Janeiro        | Giovanni Vescovi                           |
| 2008 | Porto Alegre          | André Diamant                              |
| 2009 | Americana             | Giovanni Vescovi                           |
| 2010 | Americana             | Giovanni Vescovi                           |
| 2011 | Campinas              | Rafael Leitão                              |
| 2012 | Montenegro            | Krikor Mekhitarian                         |
| 2013 | João Pessoa           | Rafael Leitão                              |
| 2014 | João Pessoa           | Rafael Leitão                              |
| 2015 | Rio de Janeiro        | Krikor Mekhitarian                         |
| 2016 | Rio de Janeiro        | Everaldo Matsuura                          |
| 2017 | Rio de Janeiro        | Alexandr Fier                              |
| 2018 | Natal                 | Roberto Molina                             |
| 2019 | Natal                 | Alexandr Fier                              |
| 2021 | Cuiabá                | Luis Paulo Supi                            |
| 2022 | Recife                | Alexandr Fier                              |
| 2023 | Recife                | Luis Paulo Supi                            |
| 2024 | Natal                 | Alexandr Fier                              |

## Brasilianische Meisterinnen der Frauen
| Jahr | Ort                   | Meisterin                      |
| ---- | --------------------- | ------------------------------ |
| 1957 | São Paulo             | Dora de Castro Rúbio           |
| 1958 | São Paulo             | Taya Efremoff                  |
| 1959 | Rio de Janeiro        | Taya Efremoff                  |
| 1960 | Brusque               | Dora de Castro Rúbio           |
| 1961 | Rio de Janeiro        | Dora de Castro Rúbio           |
| 1962 | Araraquara            | Dora de Castro Rúbio           |
| 1963 | Rio de Janeiro        | Ruth Volgl Cardoso             |
| 1965 | Rio de Janeiro        | Ruth Volgl Cardoso             |
| 1966 | Belo Horizonte        | Ruth Volgl Cardoso             |
| 1967 | São Paulo             | Ruth Volgl Cardoso             |
| 1968 | São Bernardo do Campo | Ruth Volgl Cardoso             |
| 1969 | Rio de Janeiro        | Ivone Moysés                   |
| 1971 | São Paulo             | Lígia Imam Alvim               |
| 1972 | Blumenau              | Ruth Volgl Cardoso             |
| 1973 | Guarapari             | Ivone Moysés                   |
| 1975 | Rio de Janeiro        | Maria Cristina de Oliveira     |
| 1976 | São Paulo             | Jussara Chaves                 |
| 1977 | Brasília              | Ruth Volgl Cardoso             |
| 1978 | Brasília              | Lígia Carvalho                 |
| 1979 | Mogi Guaçu            | Lígia Carvalho                 |
| 1980 | Laguna                | Lígia Carvalho                 |
| 1981 | Laguna                | Jussara Chaves                 |
| 1982 | Mogi Guaçu            | Jussara Chaves, Regina Ribeiro |
| 1984 | Peabiru               | Regina Ribeiro                 |
| 1985 | Guarapari             | Regina Ribeiro                 |
| 1986 | Garanhuns             | Maria Cristina de Oliveira     |
| 1987 | Canela                | Regina Ribeiro                 |
| 1988 | Caiobá                | Palas Atena Veloso             |
| 1989 | Maringá               | Jussara Chaves                 |
| 1990 | Rio de Janeiro        | Regina Ribeiro                 |
| 1991 | Blumenau              | Joara Chaves                   |
| 1992 | São Sebastião         | Regina Ribeiro                 |
| 1993 | Brasília              | Palas Atena Veloso             |
| 1994 | Brasília              | Tatiana Ratcu                  |
| 1995 | Brasília              | Tatiana Ratcu                  |
| 1996 | Florianópolis         | Tatiana Ratcu                  |
| 1997 | Itapirubá             | Tatiana Ratcu                  |
| 1998 | São Paulo             | Joara Chaves                   |
| 1999 | Altinópolis           | Paula Fernanda Delai           |
| 2000 | Batatais              | Tatiana Ratcu                  |
| 2001 | Bairiri               | Tatiana Peres Duarte           |
| 2002 | Batatais              | Joara Chaves                   |
| 2003 | Miguel Pereira        | Regina Ribeiro                 |
| 2004 | Curitiba              | Suzana Chang                   |
| 2005 | Jundiaí               | Tatiana Peres Duarte           |
| 2006 | São Paulo             | Regina Ribeiro                 |
| 2007 | Americana             | Suzana Chang                   |
| 2008 | Novo Hamburgo         | Joara Chaves                   |
| 2009 | Capão da Canoa        | Vanessa Feliciano Ebert        |
| 2010 | Catanduva             | Vanessa Feliciano Ebert        |
| 2011 | Balneário Camboriú    | Artêmis Pâmela Cruz            |
| 2012 | São José do Rio Preto | Juliana Sayumi Terao           |
| 2013 | São José do Rio Preto | Vanessa Feliciano Ebert        |
| 2014 | Blumenau              | Vanessa Feliciano Ebert        |
| 2015 | São Paulo             | Juliana Sayumi Terao           |
| 2016 | Rio de Janeiro        | Juliana Sayumi Terao           |
| 2017 | Rio de Janeiro        | Juliana Sayumi Terao           |
| 2018 | Rio de Janeiro        | Juliana Sayumi Terao           |
| 2019 | Rio de Janeiro        | Juliana Sayumi Terao           |
| 2021 | Cuiabá                | Julia Alboredo                 |
| 2022 | Recife                | Juliana Sayumi Terao           |
| 2023 | Timbó                 | Juliana Sayumi Terao           |